# ンガ・プ・トル諸島
ンガ・プ・トル諸島 (Ngaputoru, マオリ語発音: [ˈŋaːpʉːtɔrʉ]) は、クック諸島のアチウ島、マウケ島、ミチアロ島、タクテア島の総称。クック諸島のマオリ語では "the (nga) roots (pu) three (toru)" 、英語では the threeroots を意味する。ンガ・プ・トルは地元の言語で「アチウ、マウケ、ミチアロのアリキ（首長）の絆」を指す。4つの島のうち、タクテア島は無人島である。これらの島々は南クック諸島の最東端に位置している。

## ギャラリー

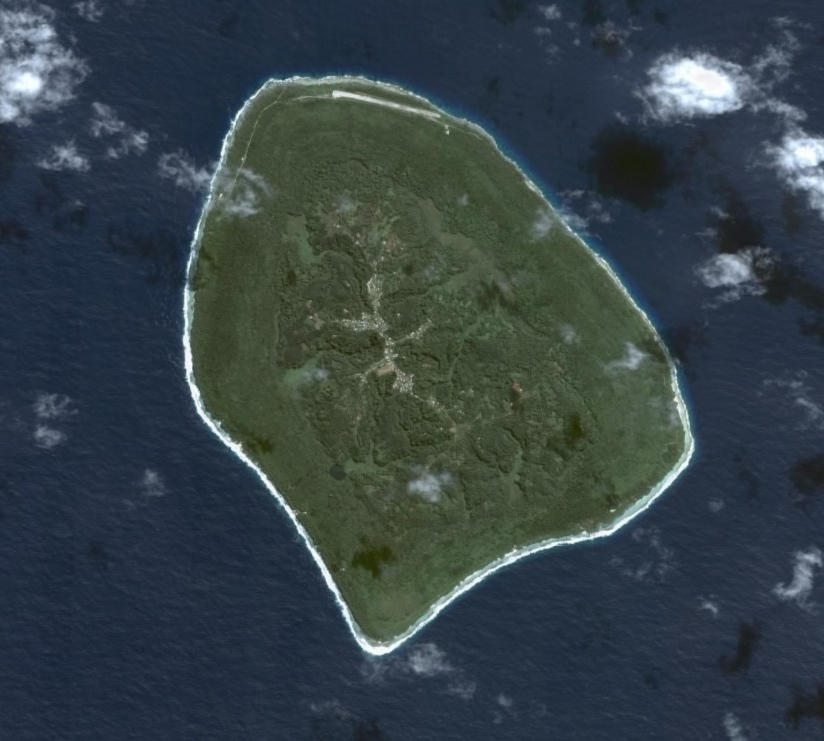
アチウ島の衛星写真
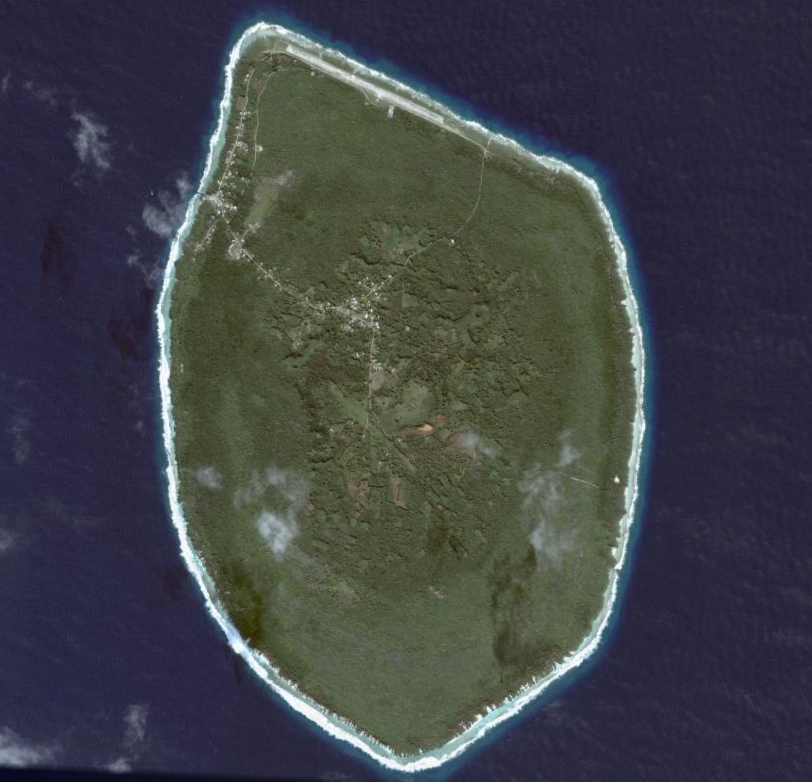
マウケ島の衛星写真
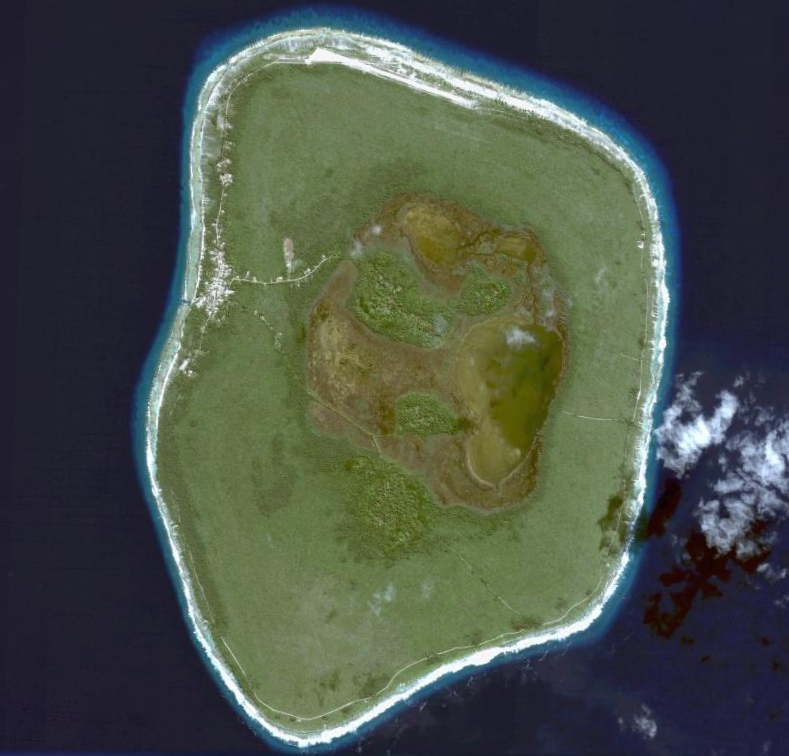
ミチアロ島の衛星写真
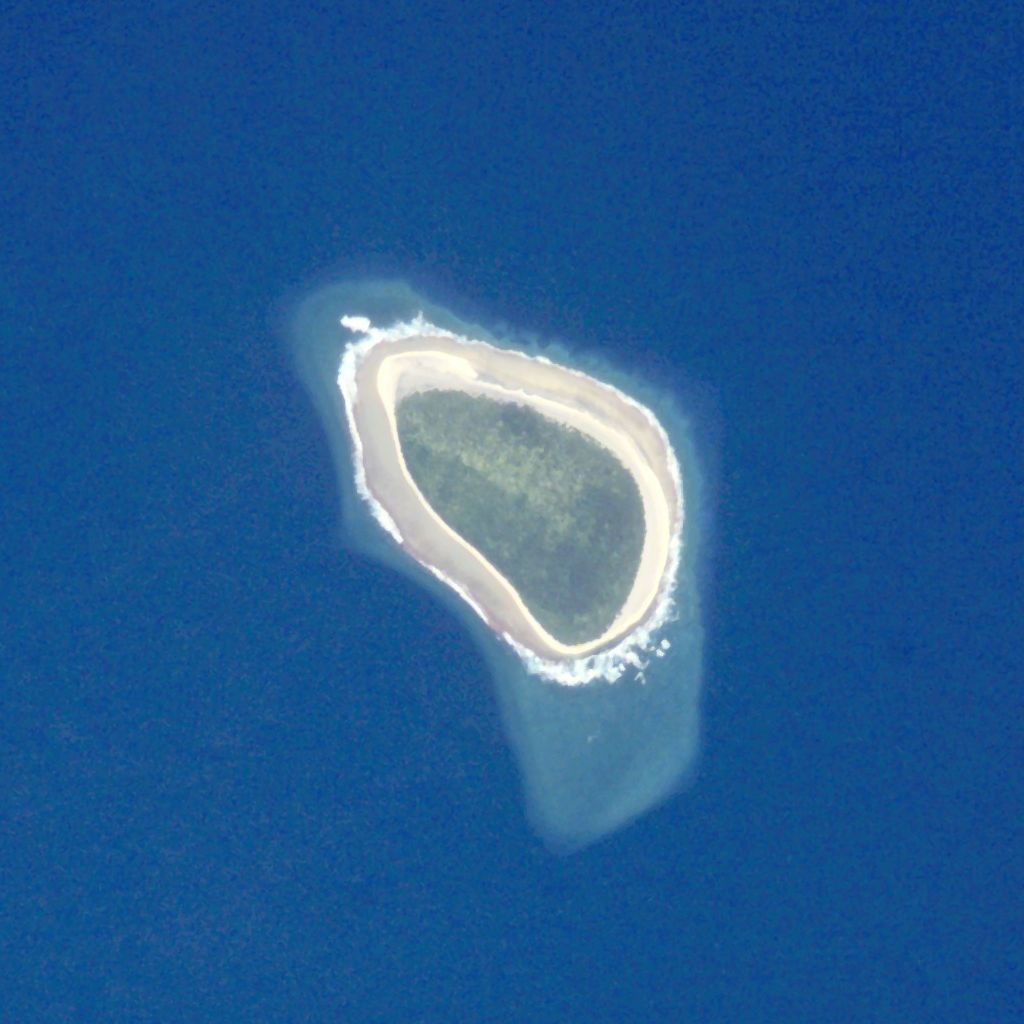
タクテア島の衛星写真